# Hyllisia lineata
Hyllisia lineata är en skalbaggsart som beskrevs av Charles Joseph Gahan 1894. Hyllisia lineata ingår i släktet Hyllisia och familjen långhorningar.
Artens utbredningsområde är Myanmar. Inga underarter finns listade i Catalogue of Life.